# Танімастикс ставковий
Танімастикс ставковий (Tanymastix stagnalis) — вид ракоподібних.

## Морфологічні ознаки
Тіло видовжене, очі на стебельцях, ноги листоподібні, мають преекзоподити. Тіменні придатки на голові самця дво-, або тригілчасті, в проксимальній частині злиті. Довжина тіла самців в середньому 13 мм, самиць — 11,5 мм.

## Поширення
Східна та Центральна Європа, Середземномор'я, Степова зона України, Крим.

## Особливості біології
Населяє весняні ефемерні калюжі.

## Загрози та охорона
Загрози: антропогенний вплив (гіперзасолення ґрунту і водойм через надмірне зрошування, знищення біотопів під час оранки полів та меліорації луків, де випасають худобу).